# Gadsden (Arizona)
Gadsden è una località degli Stati Uniti d'America, situata nella contea di Yuma, nello Stato dell'Arizona.